# Sierra de Urkilla
La sierra de Urkilla  está situada entre las provincias País Vasco de Guipúzcoa y Álava en España. Forma parte de los llamados Montes Vascos y es, junto con las de Elguea y de Altzania,  una de las tres sierras que se ubican en el límite de esos dos territorios históricos. La cumbre más alta es la del monte Milpiribil con 1.279 metros de altitud.
La sierra de ubica en los territorios municipales de las localidades de San Millán, Aspárrena y Zalduendo en Álava y Oñate y la llamada Parzonería General de Guipúzcoa y Álava en Guipúzcoa.

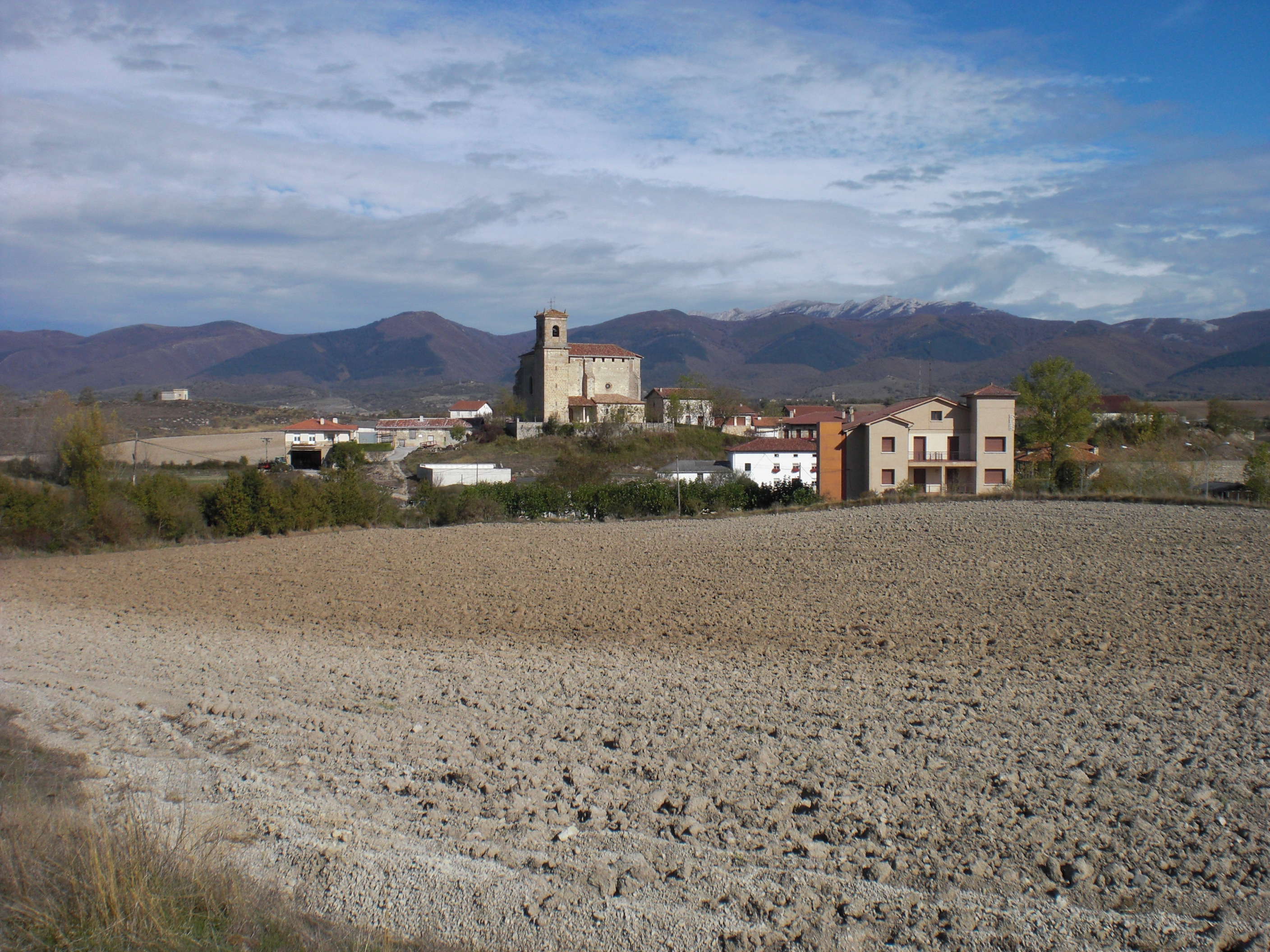
Erdoña, al fondo Urkilla y Aizcorri.

## Cumbres
1. Milpiribil, 1.277 m 42°56′24″N 2°20′56″O / 42.9399492, -2.348763 (Álava)
2. Malkorra, 1.246 m 42°56′30″N 2°21′54″O / 42.9416971, -2.3649607 (Álava)
3. Oburu, 1.240 m 42°56′49″N 2°21′46″O / 42.9468816, -2.3628848 (Entre el límite de Álava y Guipúzcoa)
4. Onbakutz edo Oinbakoitz, 1.226 m 42°56′12″N 2°20′31″O / 42.9366408, -2.3418487 (Álava)
5. Napar Basoko Punta, 1.225 m 42°56′56″N 2°22′42″O / 42.948812, -2.3782247 (Entre el límite de Álava y Guipúzcoa)
6. Zurkuntz o Zurkurutz, 1.214 m 42°57′02″N 2°23′02″O / 42.9506615, -2.3838697 (Álava)
7. Askiola I o Askiolagaña, 1.208 m 42°56′01″N 2°20′02″O / 42.9335336, -2.3339893 (Álava)
8. Arboligaina, 1.201 m 42°55′48″N 2°19′12″O / 42.929993, -2.3199345 (Entre el límite de Álava y Guipúzcoa)
9. Trango, 1.182 m 42°57′09″N 2°23′28″O / 42.9524376, -2.3909868 (Entre el límite de Álava y Guipúzcoa)
10. Atxuintxa, 1.169 m 42°57′07″N 2°23′38″O / 42.9520479, -2.3939206 (Entre el límite de Álava y Guipúzcoa)
11. Urkitza II, 1.169 m 42°56′56″N 2°22′17″O / 42.9489997, -2.3713703 (Entre el límite de Álava y Guipúzcoa)
12. Larrangoiti, 1.126 m 42°57′24″N 2°24′00″O / 42.9566728, -2.400042 (Entre el límite de Álava y Guipúzcoa)
13. Gainlabur, 1.089 m 42°57′33″N 2°24′21″O / 42.9591528, -2.4059152 (Entre el límite de Álava y Guipúzcoa)
14. Arriona, 934 m 42°57′52″N 2°23′12″O / 42.9645257, -2.3865392 (Guipúzcoa)
15. Gazteluaitz, 917 m 42°58′14″N 2°23′10″O / 42.9704397, -2.3860881
16. Erbizaskun, 884 m 42°58′25″N 2°23′42″O / 42.9734858, -2.3949978
17. Bellostegi, 792 m 42°58′36″N 2°24′01″O / 42.9766301, -2.4004121
18. Beitia, 768 m 42°54′36″N 2°21′54″O / 42.9099399, -2.3650676 (Álava)
19. Korrosparri edo Perretaño, 756 m 42°54′17″N 2°21′22″O / 42.9046634, -2.3561047 (Álava)
20. Aitzabal, 752 m 42°58′41″N 2°24′20″O / 42.9780161, -2.4054393
21. Gorpidaran, 752 m 42°54′42″N 2°22′09″O / 42.9116552, -2.3690806 (Álava)
22. Bokario, 690 m 42°55′08″N 2°24′41″O / 42.9187575, -2.4114985 (Álava)
23. Otarro, 664 m 42°55′53″N 2°24′51″O / 42.9314993, -2.4141239 (Álava)